# クリス・バック
クリス・バック（Chris Buck、1958年2月24日 - ）は、アメリカ合衆国の映画監督。

## 経歴
アメリカ合衆国カンザス州のウィチタで生まれる。クリス・バックは自身が最初に影響を受けたアニメーションはピノキオであったと語る。
カリフォルニア芸術大学でキャラクターアニメーションを学んだ後、1978年にディズニーへ入社した。カリフォルニア芸術大学在学中にはジョン・ラセターやMichael Giaimoなどと親しく交流していた。
バックはターザンやアナと雪の女王の監督をする以前にはアニメーターとして、きつねと猟犬、ロジャー・ラビット、ポカホンタス、ビアンカの大冒険 ゴールデン・イーグルを救え!などにアニメーターとして参加していた。
また、バックはハイペリオン・ピクチャーズのいくつかの作品にも参加し、他にもティム・バートンのフランケンウィニーの絵コンテを作成したのもバックである。
2007年、バックはサーフズ・アップを監督するためにソニー・ピクチャーズ アニメーションに移籍した。
翌2008年、旧友のラセターにディズニーへ戻ってくるように呼びかけられた。同年9月、自分が構想を練っている3つのアイディアをラセターに提示した。そのうちの1つが雪の女王をミュージカルにアレンジしたものであり、これが『アナと雪の女王』の原案となる。ラセターはこの雪の女王のアイディアを気に入り、バックに対してその企画を進めるように後押しした。
2011年12月、バックの企画が"Frozen"（邦題『アナと雪の女王』）のタイトルで映画化されること、公開日は2013年の11月を予定していることが正式に発表された。アナと雪の女王は大ヒットとなり、その年のアカデミー長編アニメ映画賞を受賞した。

## 監督作品
- サーフズ・アップ
- ターザン
- アナと雪の女王
- アナと雪の女王 エルサのサプライズ
- アナと雪の女王2
- ウィッシュ

## 参加作品
- きつねと猟犬
- ミッキーのクリスマスキャロル
- ブレイブ・リトル・トースター
- リトル・マーメイド
- ビアンカの大冒険 ゴールデン・イーグルを救え!
- ポカホンタス
- ホーム・オン・ザ・レンジ にぎやか農場を救え!